# Panencéphalite sclérosante subaiguë
 (août 2012).
 Mise en garde médicale
La maladie de Van Bogaert, ou panencéphalite sclérosante subaiguë, est une myélite atypique.

## Ludo van Bogaert
Ludo van Bogaert est un neuropathologiste belge né le 25 mai 1897 et décédé le 4 mars 1989 à Anvers.
Il a décrit sur des coupes anatomiques une panencéphalite subaiguë sclérosante (PESS, appelée aussi leucoencéphalopathie subaiguë sclérosante : LESS),.

## La maladie de van Bogaert

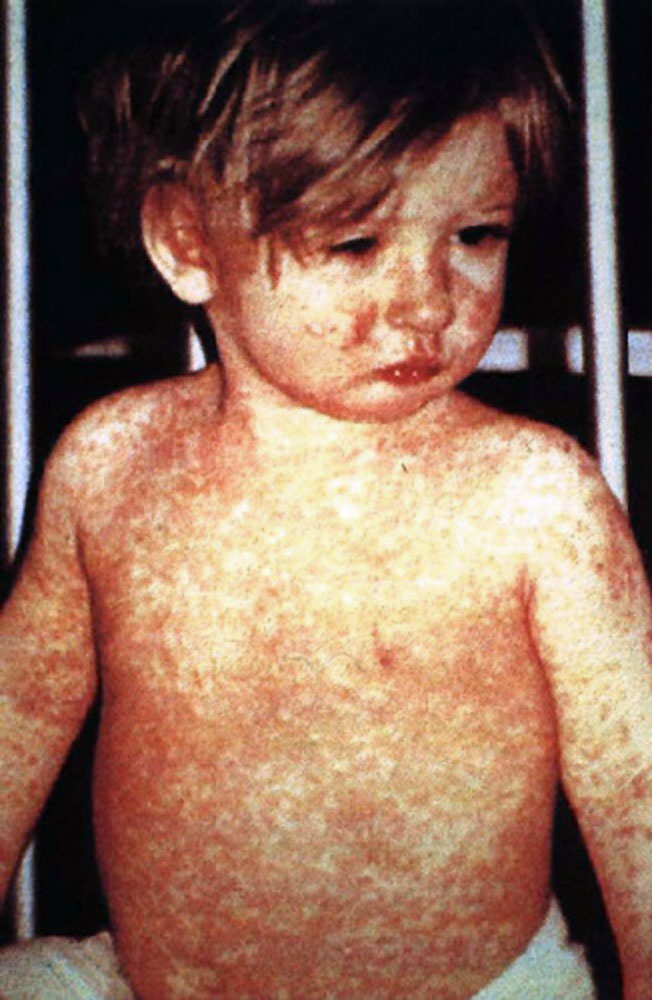
Exanthème morbilliforme typique de la rougeole, nombreux éléments érythémateux maculopapuleux séparées par des intervalles de peau saine.

Classifiée A81.1 dans la CIM 10, elle se voit le plus fréquemment dans les suites de rougeole (CIM-10 : BO5) et est due au virus morbilleux (rougeoleux) : un morbillivirus de la famille des Paramyxoviridae. Il appartient à la même famille que le virus des oreillons. C’est un virus dont l'unique réservoir est l’homme atteint de l'infection, même asymptomatique.
La PESS intervient plusieurs années après la fin de la rougeole (entre 4 et 14 ans) sur des sujets non vaccinés, ce qui démontre l'importance de la vaccination dès l'âge de 1 an (avant le vaccin étant peu efficace).
La PESS provoque une démyélinisation des neurones cérébraux et peut entraîner de nombreux handicaps,.
Parmi les causes les plus connues de myélite (inflammation de la moelle spinale), il faut citer outre la poliomyélite :
- les infections virales atypiques, du système nerveux central (A81 Classe CIM) et dont la leucoencéphalopathie sclérosante de Van Bogaert ou leucoencéphalite subaiguë de Van Bogaert (A81.2 Classe CIM).

Elle est assez proche cliniquement :
- - de la sclérose en plaques ;
  - de la panencéphalite russe (encéphalite virale à tiques).